# Бобрик (Житомирская область)
Бобрик (укр. Бобрик) — село на Украине, находится в Коростышевском районе Житомирской области.
Население по переписи 2001 года составляет 66 человек. Почтовый индекс — 12515. Телефонный код — 4130. Занимает площадь 0,45 км².

## Адрес местного совета
12501, Житомирская область, Коростышевский р-н, г. Коростышев, ул. Владимирская, 1